# 里田镇
里田乡为湖南省宜章县下辖乡。2012年4月宜章县乡级区划调整时，自原新华乡成建制划入4个行政村。全乡辖1个社区、15个行政村，总面积65.2平方公里，总人口1.94万人。 

## 行政区域
- 2012年4月，原新华乡撤销，自新华乡成建制划入江厚、东山、老塘、吾作塘4个行政村。
- 2012年4月区划调整前，行政区划代码431022210；下辖里田社区、桅子村、里田村、谷家村、松华洞村、中塘村、黄土塘村、塔下山村、上渡村、楼下村、龙溪村、上里村共计11个行政村和1社区。